# MacKenzie Scott
MacKenzie Scott, korábban MacKenzie Bezos (San Francisco, Kalifornia, 1970. április 7. –) író, üzletasszony, filantróp. 
Csaknem 41 milliárd dolláros vagyonával – amelynek nagy részét a Jeff Bezos-tól, amerikai üzleti mágnástól, az Amazon.com alapítójától történt válása révén szerzett – 2025 januárjában az ötödik leggazdagabb nő volt a világon, míg a világ legtehetősebb dollármilliárdosainak listáján a 30. helyet foglalja el; de példátlan nagyságú, folyamatos filantróp tevékenysége miatt nehéz megállapítani pontosan az aktuális vagyoni helyzetét.

## Életút
MacKenzie Scott Tuttle néven született 1970. április 7-én San Franciscóban, egy pénzügyi tervező és egy háziasszony lányaként. 1988-ban végzett a connecticuti Hotchkiss Schoolban. Tuttle 1992-ben szerzett angol diplomát a Princetoni Egyetemen.
Később dolgozott a pénzügyi szektorban, sikeres regényíró lett, mindeközben segített férjének, Jeff Bezos-nak felépíteni az Amazon céget. Házasságuk 1993-tól 2019-ig tartott.
Bezos 2014-ben megalapította a Bystander Revolution nevű, zaklatásellenes szervezetet, amelyben vezérigazgatóként tevékenykedett.

## Filantróp tevékenysége
MacKenzie Scott Melinda Gates-szel együtt elkötelezett a nemek közötti egyenlőtlenségek felszámolásáért való mozgalom támogatásában és 30 millió dollárt adományozott erre a célra. 2020-ban egy COVID–19 leküzdését támogató segélyalapot összesen 100 millió dollár értékben támogatott.
2020 júliusában nyilvánosságra hozta, hogy az előző évben közel 1,7 milliárd dollárt adományozott jótékonysági szervezeteknek, és azt ígérte, hogy ez nem marad precedens nélkül. Szavát betartva a korábban soha nem látott jótékonykodás nagyságát rövid időn belül megtöbbszörözte, és evvel történelmi magasságú filantrópszintet ért el. A 2020-as év vége előtt néhány hónap alatt csaknem 6 milliárd dollárt adományozott, adományaival elsősorban azokon kívánt segíteni, akiknek a COVID–19-világjárvány következtében a gazdasági és egészségügyi veszteségeik az átlagot meghaladóak voltak, így jobbára a nőket, a színes bőrűeket és a szegénységben élőket. Annak ellenére, hogy soha nem látott ütemben és nagyságrendben jótékonykodott, 2020-ban lényegesen gazdagabban zárta az évet, mint ahogy kezdte.Ezeket követően is  jelentős filantróp tevékenységet folytatott, 2019 óta több mint 19 milliárd dollárt adományozott több mint 2 000 nonprofit szervezetnek.
2024-ben további 2 milliárd dollárt osztott szét különböző jótékonysági célokra. Ezek az adományok folyamatosan befolyásolták nettó vagyonának alakulását, de az Amazon részvényeinek piaci értéke és egyéb befektetései miatt továbbra is a világ leggazdagabb emberei közé tartozik.

## Magánélet
1992-ben ismerkedtek meg Jeff Bezos-szal, amikor mindketten a New York-i D. E. Shaw & Co. fedezeti alap cégnél dolgoztak. 1993-ban összeházasodtak, és 1994-ben Seattle-be költöztek. Négy gyermekük van, három fiú és egy Kínából örökbe fogadott lány.
2019. január 9-én MacKenzie és Jeff Bezos Twitteren jelentette be, hogy elválnak. 2019. április 4-én mondták ki a válást. MacKenzie Scotté maradt az Amazon részvényeinek negyede, egyben átadta Blue Origin cégük irányítását volt férjének. MacKenzie Scottnak, csak a részvények után, még mindig 35,6 milliárd dollár a vagyonrésze.
Válásuk után, 2020 júliusától, a Bezos vezetéknevét elhagyta, azóta újra csak a Scott nevet használja.

## Művei
- The Testing of Luther Albright. Fourth Estate, 2005, ISBN 978-0-00-719287-8.[17]
- Traps. 2013, ISBN 978-0-307-95973-7.[18]

## Díj, kitüntetés
2006-ban The Testing of Luther Albright című regényével elnyerte az American Book Award díjat.

## Fordítás
- Ez a szócikk részben vagy egészben  a   MacKenzie Scott című német Wikipédia-szócikk ezen változatának fordításán alapul.  Az eredeti cikk szerkesztőit annak laptörténete sorolja fel. Ez a jelzés csupán a megfogalmazás eredetét és a szerzői jogokat jelzi, nem szolgál a cikkben szereplő információk forrásmegjelöléseként.